# Vippetangen

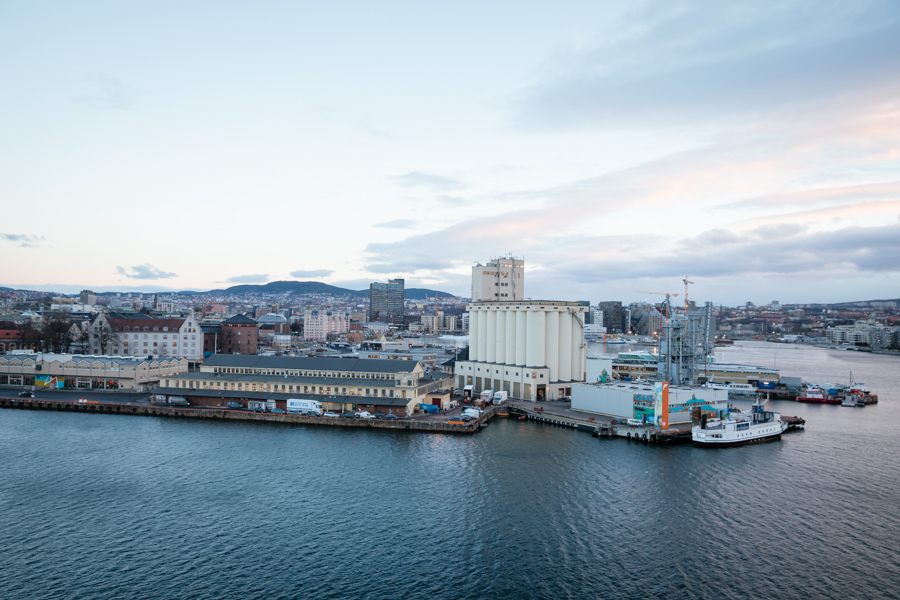
Vippetangen, 2017.

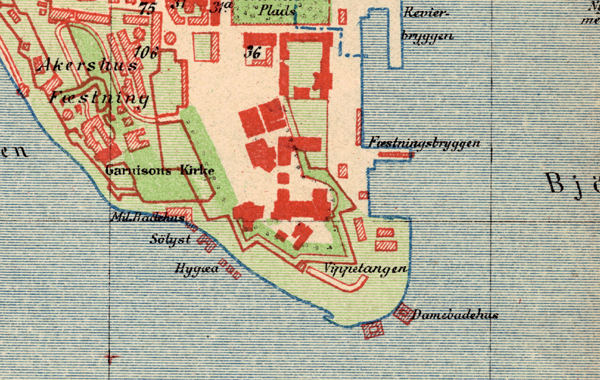
Een kaart van Vippetangen uit 1900.

Vippetangen is de zuidpunt van het schiereiland Akersnes in het centrum van Oslo, Noorwegen. Het bevindt zich ten zuidoosten van het fort Akershus en wordt aan drie zijden begrensd door de Oslofjord. In het verleden diende het als belangrijk onderdeel van de haven van de stad. Vóór 21 maart 2015 vertrokken de veerboten vanuit hier naar de nabij gelegen eilanden. Deze vertrekken sindsdien vanaf Rådhusplassen.

## Etymologie
Het eerste deel van de naam, vippe, is een afkorting van vippefyr en verwijst naar de eenvoudige variant van een vuurtoren (een soort gekantelde lantaarn) die ooit in dit gebied stond. Het tweede deel, tangen, betekent 'landtong'.

## Geschiedenis
Het gebied was de locatie van een militaire faciliteit en een steengroeve. In de jaren 80 en 90 van de 19e eeuw werd er geschaatst op de fjord, waaronder de eerste nationale kampioenschappen met Axel Paulsen. De bouw van moderne havenfaciliteiten begon in 1899 en op 25 november 1905 was Vippetangen de plek waar koning Haakon VII en zijn gezin - met het Noorse oorlogsschip Heimdal - aankwamen om de Noorse troon over te nemen.
Van 1900 tot 1961 werd graan per tram via de Vippetangen-lijn vervoerd naar de wijk Grünerløkka. Deze tram werd in de volksmond Korntrikken ofwel 'de graantram' genoemd. Het passagiersvervoer van en naar Vippetangen stopte in augustus 1964.